# Конрад IV фон Кирхберг
Конрад IV (III) фон Кирхберг (на немски: Konrad IV (III) von Kirchberg; † сл. 30 март 1315) е граф на Кирхберг при Улм в Баден-Вюртемберг.

## Произход
Произлиза от швабската благородническа фамилия фон Кирхберг близо до Улм. Той е син на граф Конрад II фон Кирхберг († 2 февруари 1282/1286) и съпругата му Елизабет фон Айхен († сл. 1278). Роднина е на Бруно фон Кирхберг († 1288), епископ на Бриксен (1250 – 1288). Сестра му Аделхайд фон Кирхберг е омъжена за Ото II фон Валдбург-Траухбург († 9 юли 1386, убит в битката при Земпах).

## Фамилия
Конрад IV (III) фон Кирхберг се жени и има четири деца:
- Бруно II фон Кирхберг († сл. 1356), граф на Кирхберг, женен за Луитгард фон Айхелбург († сл. 30 март 1356), дъщеря на граф Диполд фон Меркенберг-Айхелберг († 7 март 1270) и Агнес фон Хелфенщайн († сл. 1296)
- Конрад V фон Кирхберг († сл. 1315), граф на Кирхберг, бездетен, женен на 20 март 1313 г. за Агнес фон Тауферс († 21 юни 1351), дъщеря на Хуго VI фон Тауферс († 17 март 1309) и Маргарета фон Труендинген († сл. 23 септември 1315), дъщеря на граф Фридрих II (VI) фон Труендинген († 15 март 1290) и Агнес фон Вюртемберг († 27 септември 1305)
- Луитгард фон Кирхберг († 24 май 1326), омъжена за Валтер V фон Фац († 4 ноември 1284)
- Берта фон Кирхберг, омъжена за граф Хайнрих II фон Верденберг-Албек/IV († 1368/1370)